# مستشفى الخالدي
مستشفى الخالدي هو مستشفًى أسسه في منطقة جبل عمَّان الدكتور إبراهيم الخالدي عام 1978. يقع المستشفى في شارع ابن خَلدون بالقرب من الدوَّار الرابع، ويُعَدُّ أولَ مستشفًى خاصّ في الأردن. كان عند تأسيسه مستشفًى للولادة، ثم اتسع عام 1994 واكتملت توسعته عام 1997، ليضمَّ العديد من التخصُّصات والأقسام ومن أهمِّها تخصُّصات أمراض القلب والشرايين.

## نبذة
يحتل مستشفى ومركز الخالدي الطبي المرتبة الأولى من حيث الريادة في تقديم الرعاية الصحية المتميزة في الأردن والمنطقة. إن الأطباء والجراحين العاملين في المستشفى والمتميزين على مستوى المملكة، بالإضافة إلى مرافق المركز المزودة بأحدث المعدات التشخيصية والعلاجية، وبالتعاون مع فريق تمريضي عالي التدريب، كلها عوامل جعلت من هذا الصرح المركز الطبي الرائد في الأردن، فهو المركز الطبي الوحيد في القطاع الخاص الذي وقع عليه اختيار من اللجنة الملكية لشؤون الصحة بهدف الدراسة ووضع أسس الأجندة الوطنية التي دعا إليها جلالة الملك عبد الله الثاني فيما يخص قطاع الرعاية الصحية في المملكة للعشرين سنة القادمة.
تأسس مستشفى ومركز الخالدي الطبي في عام 1978 كمستشفى للتوليد، إلاّ أنه اليوم يحتوي على 160 سريراً، منها 27 سريراً مخصصا للعناية الحثيثة مما يجعلها أكبر وحدة للعناية الحثيثة في الأردن في القطاع الخاص، هذا عدا عن انه قد تم تخصيص 5 أسرة من هذه الوحدة لوحدة الجلطات الدماغية الفائقة التخصص والتي تم إنشاؤها وتشغيلها حديثاً. علاوة على ذلك فإن مستشفى ومركز الخالدي الطبي يضم سبع غرف عمليات جديدة تم مؤخراً تحديثها وتزويدها بأحدث المعدات وأنظمة غرف العمليات. إضافة إلى الصيدلية التي تعمل 24 ساعة، وقسم الطوارئ الذي يعمل على مدار الساعة، وهو مزود بشكل تام لإجراء عمليات جراحية بسيطة، وإنعاش القلب والتنفس، وغرف لإجراء عمليات العظام البسيطة، كما يوجد فيه قسم للمراقبة الدقيقة يحتوي على عشرة أسرة وتقدم فيه أفضل خدمات الطوارئ الممكنة. ومن العوامل المكملة لخدمات الطوارئ المتوفرة لدينا، هو فريق الإسعاف الخاص بالمستشفى، وهو فريق عالي التدريب والتخصص إضافة إلى ثلاثة سيارات إسعاف تعمل على مدار الساعة.
من المحاور الجوهرية في الخدمات الطبية المتميزة هو برنامج مستشفى ومركز الخالدي الطبي الصارم لمكافحة الالتهابات المعدية الذي يتم تطبيقه لضبط ومنع الامراض المعدية. وهو مصمم لتحديد المرضى والموظفين العاملين أو المعرضين للإصابة بالالتهابات المعدية، وفي نفس الوقت تم تشكيل لجنة لمكافحة وضبط عدوى المستشفيات، وذلك كي تقوم بتقديم التعليمات حول ما هو متوفر وما يستجد من إجراءات للحد من انتشار للالتهابات المعدية بين المرضى وكذلك الزوار والموظفين.
يسعى مستشفى ومركز الخالدي الطبي لامتلاك أحدث المعدات الطبية والتكنولوجيا المتقدمة لاستخدامها في التشخيص الدقيق لمختلف المجالات الطبية التالية:
- الطب العام
- أمراض الأطفال
- أمراض القلب
- أمراض الجهاز الهضمي
- أمراض الكلى
- الأمراض الصدرية
- أمراض الدماغ والأعصاب
- أمراض الدم والأورام
- أمراض الغدد الصماء
- الجراحة العامة وجراحة المنظار
- النسائية، الإخصاب والمساعدة على الحمل
- جراحة الأطفال
- جراحة القلب والصدر
- جراحة العظام والعمود الفقري
- جراحة العمود الفقري بالتداخل الجراحي المحدود
- جراحة الدماغ والأعصاب
- الجراحات التجميلية
- جراحة الأنف والأذن والحنجرة
- جراحة الوجه والفكين
- جراحة الكلى والمسالك البولية
- طب وجراحة العيون
- جراحة زراعة الأعضاء وزراعة النخاع

## شهادات الجودة
حصلت مستشفى الخالدي نتيجة تميزها على العديد من التكاريم والشهادات ومن أهما شهادة الأيزو التي حصلت عليها في عام 2006 و تم اعتمادها من مجلس اعتماد المؤسسات الصحية HCAC.

## اتفاقية لاهي
وقع مركز ومستشفى الخالدي الطبي اتفاقية تعاون طبي شاملة مع مركز ومستشفى لاهي ومقره بمدينة بوسطن الأمريكية، تهدف إلى بناء نظام رعاية طبية مستدام يقدم خدمات طبية متميزة بجودة عالية.
ووفقا للاتفاقية فإنه بإمكان زوار مركز ومستشفى الخالدي الطبي الحصول على الخدمات الطبية المقدمة في مركز لاهي عبر الاستشارات التي سيوفرها أطباء المركز الأمريكي، وسيقوم الأطباء الأردنيون بمركز الخالدي باجراء عمليات جراحية مشتركة مع الأطباء الأمريكيين بلاهي.